# Dvorak (Kartenspiel)
Das Dvorak Kartenspiel ist ein Kartenspiel mit einfachen Grundregeln, allerdings zum Teil sehr komplexen Regeln für jedes Deck – jedoch erklärt (fast) jede Karte alle Regeln, die sie berührt.

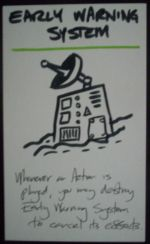
Eigen entworfene Dvorakkarte

## Grundregeln
Jedes Dvorak-Deck besteht aus verschiedenen Kartentypen. Die Typen sind meistens Aktion und Gegenstand, manche Decks haben allerdings andere Kartentypen. Am Anfang erhält jeder Spieler fünf Karten. Die restlichen Karten werden verdeckt zu einem Vorratsstapel zusammengelegt.
Zudem wird ein leerer Platz für den Ablagestapel deklariert. Der Ablagestapel ist aufgedeckt. Wenn der Vorratsstapel leer ist, so wird aus dem Ablagestapel nach Durchmischen ein neuer Vorratsstapel gebildet.
Die Spieler sind der Reihe nach dran. Wenn ein Spieler an der Reihe ist, nimmt er eine Karte (vom Vorratsstapel). Dann darf er eine bestimmte Anzahl an Aktionen ausspielen und eine bestimmte Anzahl von Gegenständen auslegen. Wie hoch diese Zahl ist, hängt vom Deck ab. Am Ende des Zuges darf man maximal fünf Karten auf der Hand haben – überschüssige Karten kommen auf den Ablagestapel. Die Gewinnbedingung hängt vom Deck ab (so kann es Karten geben, die einem unter bestimmten Voraussetzungen den Gewinn geben, oder deckspezifische Regeln, zum Beispiel in Programming hat man gewonnen, sobald man ein Programm besitzt, das fünf Features, aber keine Bugs hat). Manche Decks haben keine Gewinn-, sondern nur Verlustbedingungen – dann hat derjenige Spieler gewonnen, der als letzter noch nicht verloren hat.
Spezialregeln des Decks brechen die Grundregeln, sofern sie abweichen. Regeln der Karten brechen die Regeln des Decks. Falls sich die Karten gegenseitig widersprechen, zählt die letztgespielte Karte.

## Sonstiges
Die meisten Dvorak-Decks sind in englischer Sprache verfasst. Dvorak wird von keiner Firma vertrieben, sondern es gibt die Decks im Internet zum Ausdrucken und Ausschneiden. Des Weiteren steht es jedem frei, eigene Decks zu entwerfen.